# Maastrichts

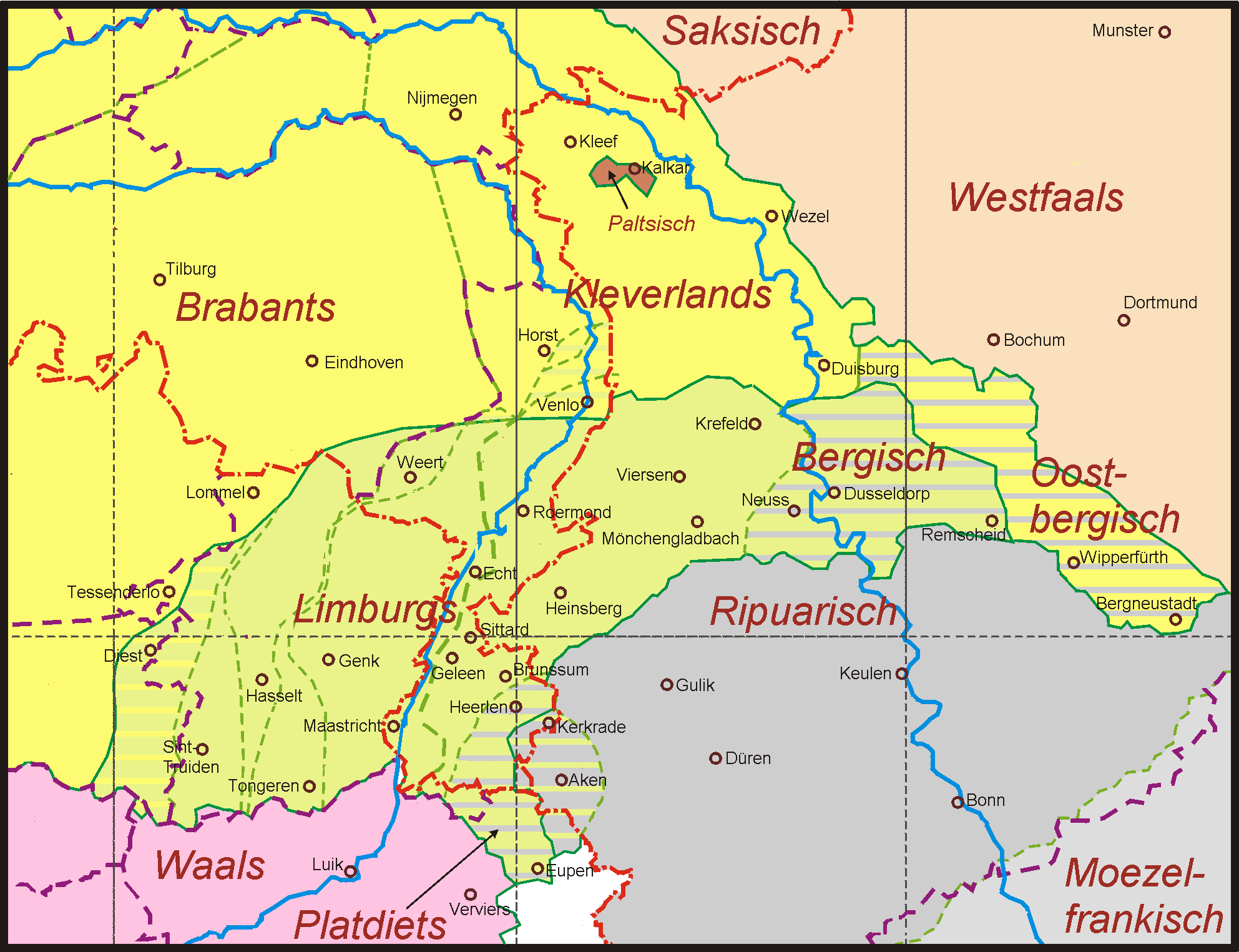
- HET LIMBURGS TAALLANDSCHAP -
Het Limburgs taallandschap

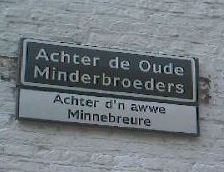
Tweetalig straatnaambord in Maastricht

Het Maastrichts (Limburgs: Mestreechs) is het stadsdialect dat gesproken wordt in Maastricht. In overeenstemming met de geografische ligging van de stad vertoont dit dialect eigenschappen van het Centraal Limburgs dat westelijk tevens in Belgisch Limburg wordt gesproken. Het is in dit opzicht a-typisch binnen de Nederlands Limburgse taal.
Met ten minste zestigduizend sprekers is dit Maastrichtse stadsdialect niettemin een belangrijke variant van het Limburgs. Tevens mag het het meest vitale stadsdialect van Nederland worden genoemd en zeer waarschijnlijk het dialect met de oudste en meest levendige geschreven traditie, die zelfs min of meer teruggevoerd kan worden op Henric van Veldeke.
Binnen de gemeente Maastricht moeten de dialecten van Itteren, Borgharen, Amby en Heer niet als Maastrichts worden aangemerkt: dit zijn duidelijk zelfstandige dorpsdialecten. Ook binnen het Maastrichts komt soms per wijk variatie voor, al verdwijnen die verschillen nu gaandeweg wel. Bovendien is het Maastrichts verdeeld in twee sociolecten, het Kort Mestreechs (voor de hogere en middenklasse) en het Laank Mestreechs (voor de volksklasse). Door Limburgers die zelf buiten Maastricht wonen wordt het Maastrichtse dialect ook wel Sjengs genoemd.

## Klanken van het Maastrichts

### Klinkers
Het Maastrichts kent een diversiteit aan klinkers. Een aantal van deze klinkers komen niet in het Nederlands voor, en sommige ervan zijn voor Nederlanders die buiten Limburg wonen vrij moeilijk om uit te spreken. Zo is er een hoorbaar verschil tussen ou en au, en tussen ei en ij. De invloed van het Frans is in het klinkerarsenaal van het Maastrichts duidelijker merkbaar.
| Klinker | Klinkt als                                |
| ------- | ----------------------------------------- |
| a       | Net als in het Nederlands                 |
| e       | Net als in het Nederlands                 |
| o       | Net als in het Nederlands                 |
| ow      | Zeer korte versie van de Nederlandse "ou" |
| u       | Net als in het Nederlands                 |
| è       | Ligt tussen e en i in.                    |
| ö       | Ligt tussen de korte u, ui en eu in.      |
| ó       | Zeer korte versie van de Nederlandse "oo" |
| oe      | Net als in het Nederlands                 |
| ou      | Net als in het Nederlands                 |
| au      | Als een Duitse au                         |
| aw      | Zeer korte versie van de Duitse "au"      |
| ao      | Als in de o van het Engelse 'love'        |
| ui      | Als in het Nederlands                     |
| ei      | Als de i in het Franse 'vin'              |
| ij      | Als in het Nederlands                     |
| äö      | Als in de eu in het Franse 'fleur'        |

### Medeklinkers
De medeklinkers in het Maastrichts zijn niet zo 'vreemd' als in de andere Limburgse dialecten, en lijken wat meer op Nederlands. Er is welgeteld één duidelijke medeklinker meer dan in het Nederlands, de gk (uitgesproken als bijvoorbeeld de g in het Duitse Gut). In het Maastrichts worden de g en ch uitgesproken als een zogenaamde "zachte g", maar dat is vanzelfsprekend.

### Andere fonologische kenmerken
Maastricht ligt juist ten westen van de Panninger linie. Dat wil zeggen dat men slaope, smiete, snije, stoon en zwejje zegt voor "slapen", "smijten", "snijden", "staan" en "zwaaien". Ten oosten van de Panninger Linie vindt men de meer Duits/Ripuarisch gekleurde vormen sjlaope, sjmiete, sjnije, sjtoon en zjwejje. In exact deze vormen treft men die woorden aan in Amby en Heer - de Panninger Linie loopt dus dwars door de stadsbebouwing van Maastricht heen.
Een ander kenmerk is het voorkomen van ie en oe in woorden als hier ("heer") en kroen ("kroon"). Wat Nederland betreft komen dergelijke vormen alleen in Maastricht, Weert en Venlo en hun omgeving voor, maar aan Belgische zijde is deze klankverandering zeer algemeen. De meeste Limburgse dialecten echter hebben daar bepaalde diftongen (tweeklanken) voor, zoals het Geleense "heër"(spreek uit: jer) en "kroan"(spreek uit: krwan). Zo zijn er doorheen het Limburgse taalgebied verschillende vormen te vinden waaronder ook de aan het Nederlands gelijkende vormen: heer en kroon, die men bijvoorbeeld in het Sittards vindt. De typische diftongen die bepaalde dialecten kenmerken zijn echter bij een groot gedeelte van de jeugd al niet meer te horen. De "ie" en oe"(als Maastrichtse variant op de eerder genoemde varianten) klinken voor veel Limburgers als typisch Maastrichts, daar ze elders bijna nergens voorkomen.
Een ander verschijnsel is dat in Maastricht en omgeving de ie en de ij afwisselen waar andere dialecten of steeds ie of steeds ij hebben. Vaak gaat de wisseling gepaard met een afwisseling sleeptoon-stoottoon. Goed Maastrichts is bijvoorbeeld 'ne Wijze mins is wies ("een wijs mens is wijs"). Vergelijk ook tied ("tijd", met sleeptoon, ter onderscheiding van tiet) en tije (stoottoon).
Een paar kenmerken echter zijn (vrijwel) beperkt tot de stad Maastricht alleen. Zo komt de Nederlandse aa in het Maastrichts veel vaker dan in andere Limburgse dialecten terug als ao, een kenmerk dat het Maastrichts deelt met het Nedersaksisch (vergelijk aan-aon, taal-taol, naam-naom). Ook veranderen de au en ou (in het Limburgs is daar een hoorbaar verschil tussen) voor medeklinkers geleidelijk aan steeds meer in aaj en oj (aajd-awwe "oud, oude"; getrojd-trouwe "getrouwd, trouwen").
Het absolute sjibbolet voor het Maastrichts is echter het "laank trèkke": het rekken van klinkers, in het bijzonder de a. Dit is afhankelijk van sociale status: de leden van de volksklasse doen dit extremer dan de middenstanders (vandaar de termen kort Mestreechs en laank Mestreechs).
Ten slotte heeft het Maastrichts belangrijk meer Franse en Waalse leenwoorden opgenomen dan de andere dialecten in Nederlands Limburg.

### Tonaliteit
Het Maastrichts heeft bepaalde kenmerken gemeen met een toontaal, een taal waarin intonatie en toonhoogte de betekenis van een woord volledig veranderen. Alhoewel veel minder sterk dan in Oost-Aziatische talen, is het tonale aspect ook hier wel degelijk aanwezig. In het Nederlands komt betekenisonderscheidende tonaliteit niet voor, en het is dan ook moeilijk voor Nederlanders om dit onderscheid te maken. In het Maastrichts heeft men onder andere het verschil tussen stoettoen (stoottoon) en de sleiptoen (sleeptoon). Bij de stoettoen is de klank kort en vlak, soms met een extra j aan het einde van de lettergreep. Bij de sleiptoen is de klank lang en begint deze laag, om een beetje hoger te worden, alvorens weer iets omlaag te gaan. Alhoewel er geen IPA-symbool hiervoor is, wordt ~ vaak gebruikt op de sleiptoen aan te geven, en \ om de stoettoen aan te geven. Voorbeeld:
Zowel het enkelvoud als meervoud van het Nederlandse steen is in het Maastrichts stein. Toch is er een duidelijk klankverschil te horen tussen enkelvoud en meervoud:
Eine stei~n (één steen)
Twie stei\(j)n (twee stenen)

## Geschreven Maastrichts

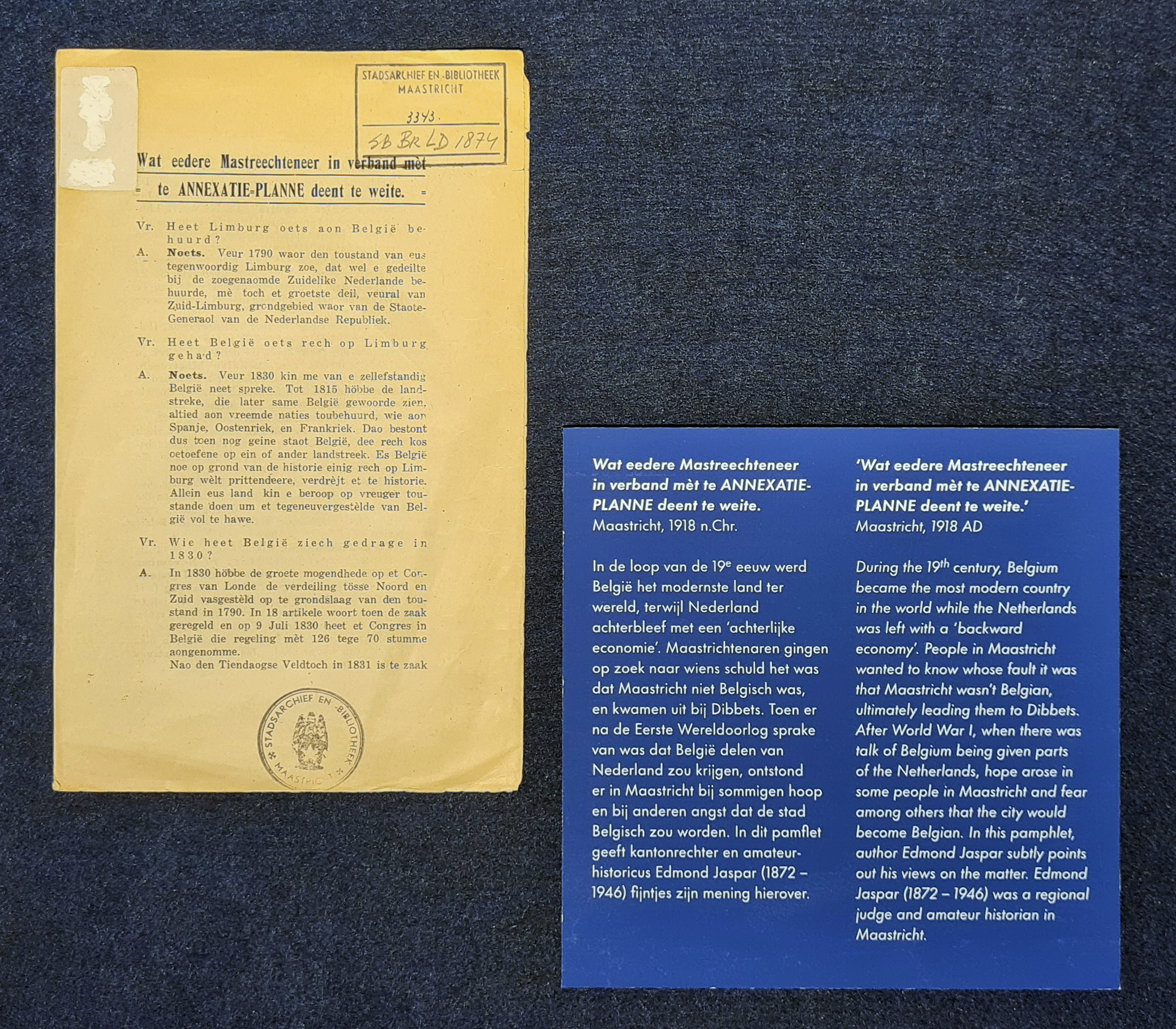
Pamflet tegen de Belgische annexatieplannen, in 1918 geschreven in het Maastrichts door Edmond Jaspar

Het Maastrichts is als een van de eerste dialecten in Nederland structureel opgeschreven. Voor de achttiende eeuw vindt men het hoogstens in gerechtelijke stukken, als citaten in lasterzaken. De rechter moest letterlijk weten wat de beklaagde gezegd had.
Uit de achttiende eeuw echter is een tekst in het Maastrichts bewaard gebleven: het Sermoen euver de Weurd Inter omnes Linguas nulla Mosa Trajestensi prastantior gehauwe in Mastreeg, gedateerd 1729 (al menen sommigen dat dit waarschijnlijk 1792 moet zijn). Dit is een tekst, vermoedelijk voor een carnavalsviering geschreven, die de lezer ertoe aanspoort Maastrichts te gaan leren (en zich niet altijd en overal van het Frans te bedienen).
Uit 1807 stamt een vertaling van de gelijkenis van de Verloren Zoon, vergezeld van een nauwkeurige beschrijving van de Maastrichtse klanken van toen. Deze tekst is onlangs gepubliceerd in 'Het Limburgs onder Napoleon'.
Na deze incidentele teksten komt in de negentiende eeuw langzaam een stroom op gang, mede door de oprichting van de carnavalssociëteit Momus.
Een werk van opmerkelijke omvang en kwaliteit is de Percessie nao Sjèrpenheuvel van Theodoor Weustenraad (1805-1849), een hekeldicht dat allerlei misstanden in de Maastrichtse aristocratie en kerk aan de kaak stelt. Het circuleerde na Weustenraads vroege dood in vele handgeschreven kopieën en werd in de twintigste eeuw herontdekt.
Een in zijn tijd beroemde en gewaardeerde dichter was Guillaume Franquinet. Het bekendst echter werd Alfons Olterdissen (1865-1923), overigens geen moedertaalspreker van het Maastrichts, die begin twintigste eeuw doorslaande successen had met de komische opera's De Kaptein vaan Köpenick en Trijn de Begijn. Verder werden onder meer bekend Edmond Jaspar (1872-1946), Bèr Hollewijn (1907-1978), Pol Brounts (1919-2005), Huub Noten (1940-2009) en Phil Dumoulin (1947).
Naast de serieuze literatuur (vooral bestaande uit gedichten en korte verhalen) is er een enorme productie van carnavalsliedjes. Een bekende zangeres die in het Maastrichts zingt is Beppie Kraft.
In 1955 bracht de Maastrichtse neerlandicus Joseph Endepols het Maastrichts woordenboek of Diksjenaer van 't Mestreechs uit.